# Eemland (waterschap)
Het waterschap Eemland was een klein waterschap tussen langs de Eem tegenover Eembrugge in de gemeente Bunschoten in de Nederlandse provincie Utrecht. Het werd in 1929 opgeheven.